# Pulvinaria maskelli
Pulvinaria maskelli är en insektsart som beskrevs av Arthur Sidney Olliff 1891. Pulvinaria maskelli ingår i släktet Pulvinaria och familjen skålsköldlöss. Inga underarter finns listade i Catalogue of Life.